# 무주군의회
무주군의회(茂朱郡議會, Muju County Assembly)는 무주군민을 대표하는 의원들이 의사결정을 하는 기관이다.

## 역대 의원

### 1대
- 김재환 / 의원 / 무주읍 선거구
- 이일석 / 의원 / 무주읍 선거구
- 이종근 / 의원 / 무풍면 선거구
- 김영길 / 의원 / 설천면 선거구
- 김광성 / 의원 / 적상면 선거구
- 김혁태 / 의원 / 안성면 선거구
- 정용환 / 의원 / 부남면 선거구

### 2대
- 이성만 / 의원 / 무주읍 선거구
- 윤완병 / 의원 / 무주읍 선거구
- 이대석 / 의원 / 무풍면 선거구
- 현형원 / 의원 / 설천면 선거구
- 전병옥 / 의원 / 적상면 선거구
- 김혁태 / 의원 / 안성면 선거구
- 정용환 / 의원 / 부남면 선거구

### 3대
- 윤완병 / 의원 / 무주읍 선거구
- 송재호 / 의원 / 무주읍 선거구
- 김원수 / 의원 / 무풍면 선거구
- 현형원 / 의원 / 설천면 선거구
- 전병옥 / 의원 / 적상면 선거구
- 이재호 / 의원 / 안성면 선거구
- 양원규 / 의원 / 부남면 선거구

### 4대
- 김무식 / 의원 / 무주읍 선거구
- 유송열 / 의원 / 무주읍 선거구
- 김원수 / 의원 / 무풍면 선거구
- 강호규 / 의원 / 설천면 선거구
- 이해연 / 의원 / 적상면 선거구
- 이재호 / 의원 / 안성면 선거구
- 김정곤 / 의원 / 부남면 선거구

### 5대
- 이대석 / 의원 / 나 선거구
- 이강춘 / 의원 / 가 선거구
- 이한승 / 의원 / 가 선거구
- 이해연 / 의원 / 가 선거구
- 강호규 / 의원 / 나 선거구
- 김준환 / 의원 / 나 선거구
- 이복란 / 의원 / 비례대표

### 6대
- 이대석 / 의원 / 나 선거구
- 이강춘 / 의원 / 가 선거구
- 이한승 / 의원 / 가 선거구
- 박찬주 / 의원 / 나 선거구
- 유송열 / 의원 / 가 선거구
- 김준환 / 의원 / 나 선거구
- 전선자 / 의원 / 비례대표

### 7대
- 이대석 / 의원 / 나 선거구
- 유송열 / 의원 / 가 선거구
- 이한승 / 의원 / 가 선거구
- 이해연 / 의원 / 가 선거구
- 이성수 / 의원 / 나 선거구
- 김준환 / 의원 / 나 선거구
- 이해양 / 의원 / 비례대표

### 8대
- 이광환 / 의원 / 나 선거구
- 유송열 / 의원 / 가 선거구
- 이해양 / 의원 / 가 선거구
- 이해연 / 의원 / 가 선거구
- 윤정훈 / 의원 / 나 선거구
- 박찬주 / 의원 / 나 선거구
- 문은영 / 의원 / 비례대표

## 같이 보기
- 무주군